# 奥地利的玛丽亚·莱奥波尔迪娜
奥地利的玛丽亚·莱奥波尔迪娜（英語：Dona Maria Leopoldina of Austria，1797年1月22日—1826年12月11日）是奥地利女大公和巴西帝国末代皇帝佩德罗二世的母亲。
她是奧地利帝国皇帝弗朗茨一世的第六名孩子。利奥波丁娜的兄弟姐妹包括斐迪南一世和法兰西皇后瑪麗·路易莎。